# Ferrari 330
Ferrari 330 — дві різні серії спортивних автомобілів, що випускалися італійською фірмою Ferrari. Їх об'єднувало використання чотирилітрового дванадцятициліндрового V-подібного двигуна, робочий об'єм одного циліндра якого приблизно дорівнював 330 см³, звідси і назви моделей. Чотиримісний закритий автомобіль 330 GT 2+2 випускався з 1964 по 1967 роки, а двомісні, закрите купе 330 GTC і відкритий родстер 330 GTS — з 1966 по 1968.
Крім спортивних, кілька серій гоночних прототипів Ferrari мали чотирилітровим двигуни і відповідне позначення «330» в назві. Також, остання партія в 50 екземплярів моделі 250 GT 2+2 оснащувалася новим чотирилітровим мотором і ці автомобілі називалися 330 America.

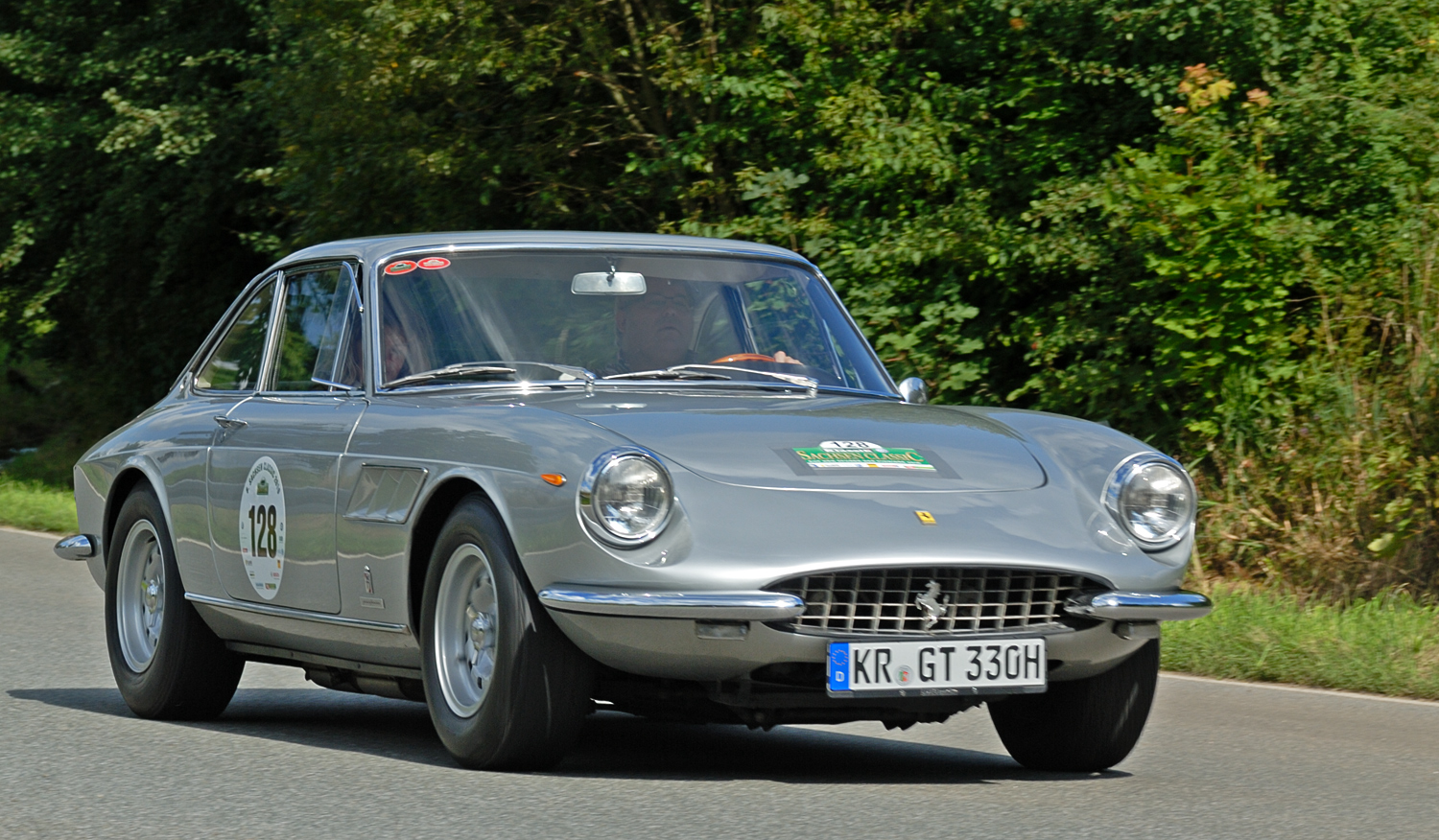
Ferrari 330 GTC

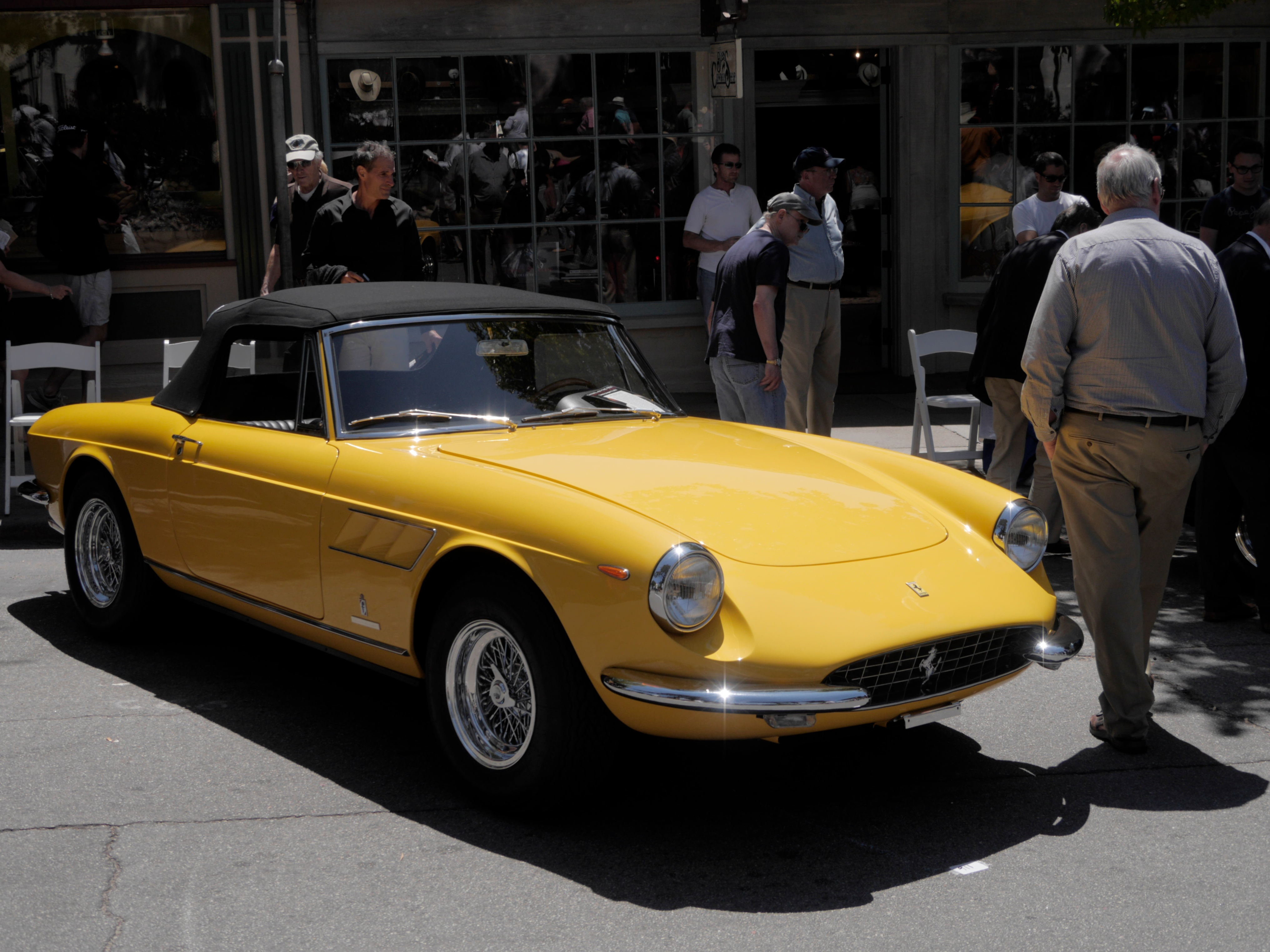
Ferrari 330 GTS

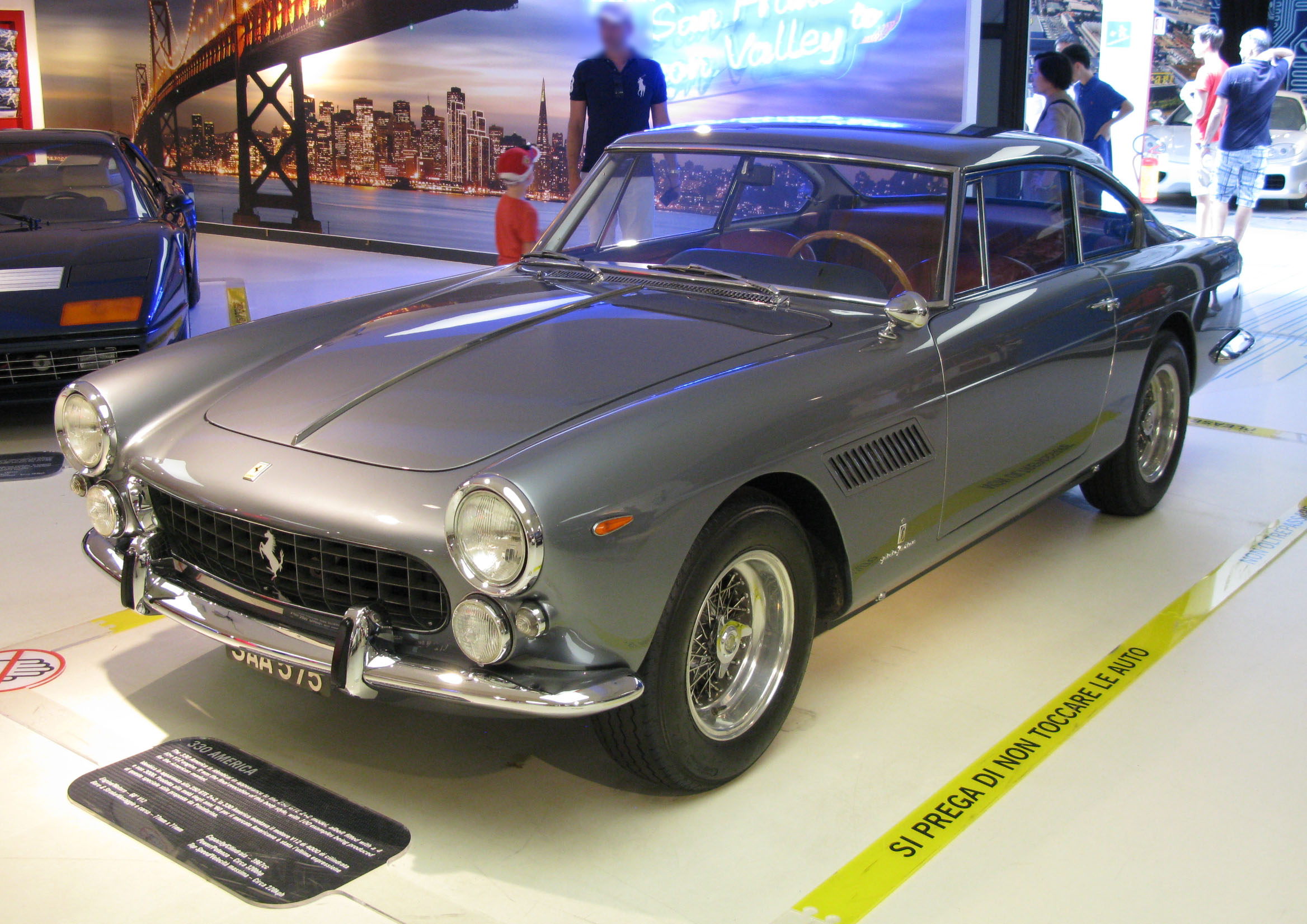
Ferrari 330 America
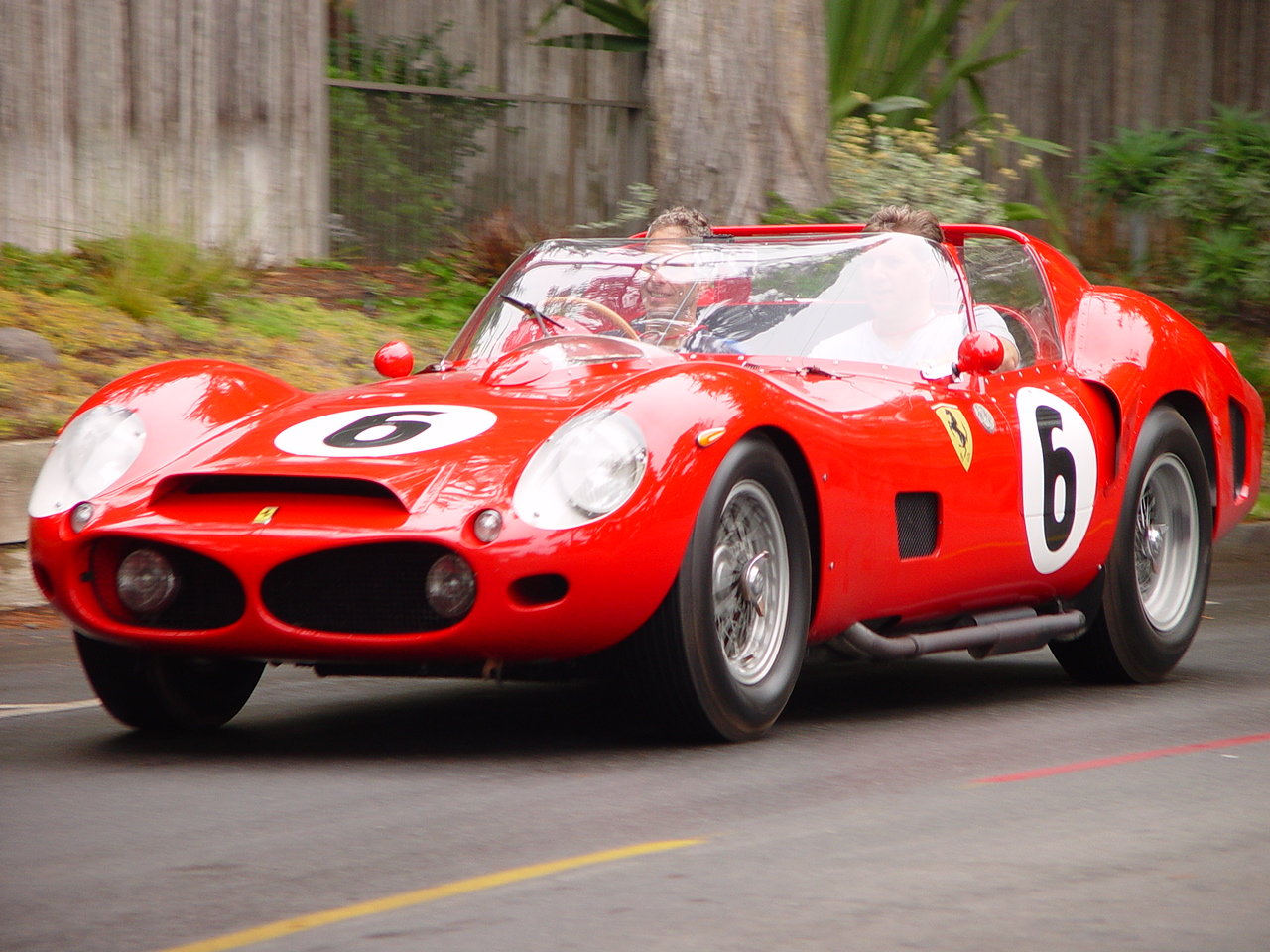
Ferrari 330 TR 1962
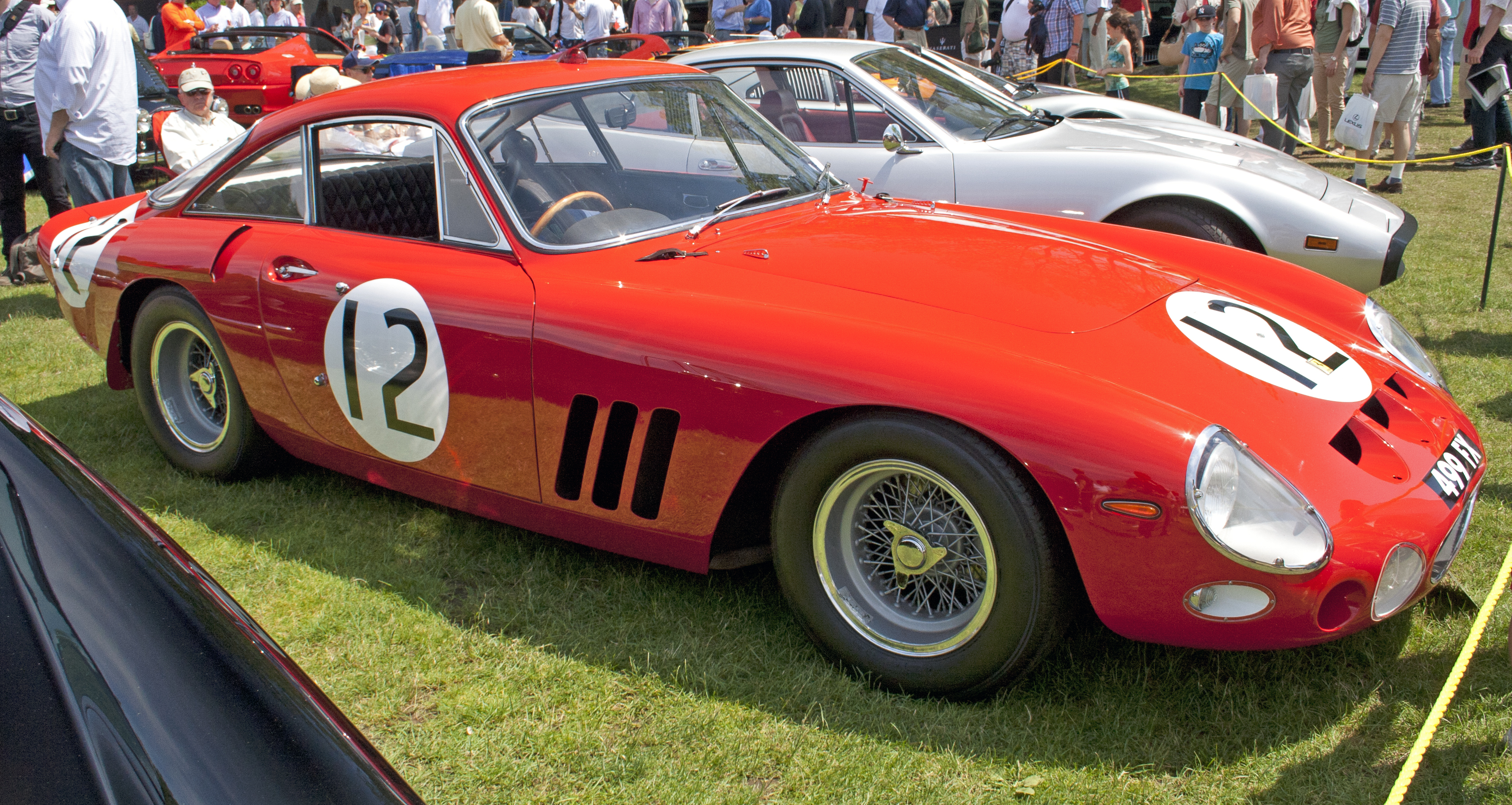
Ferrari 330 LMB 1962
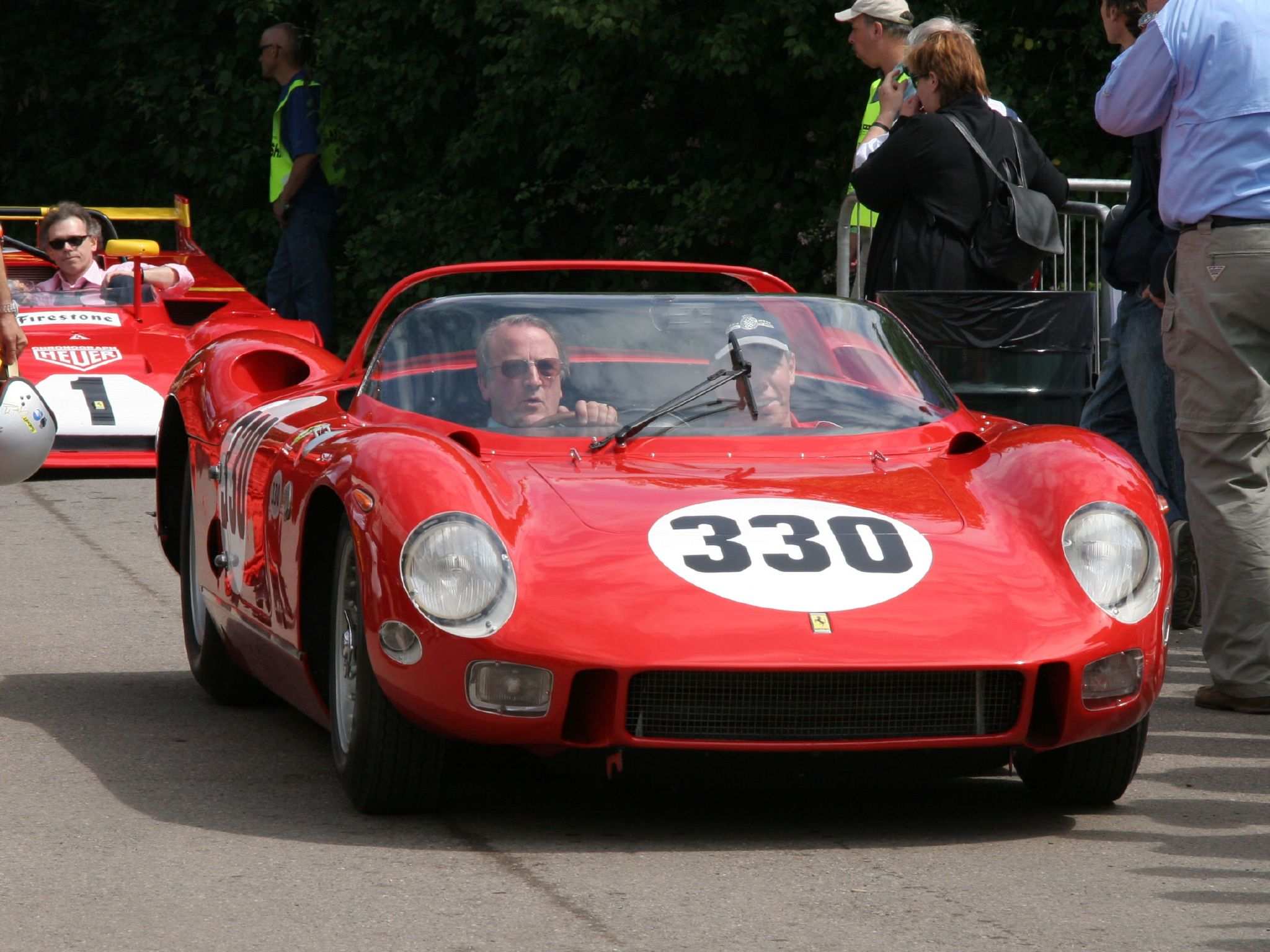
Ferrari 330P 1963
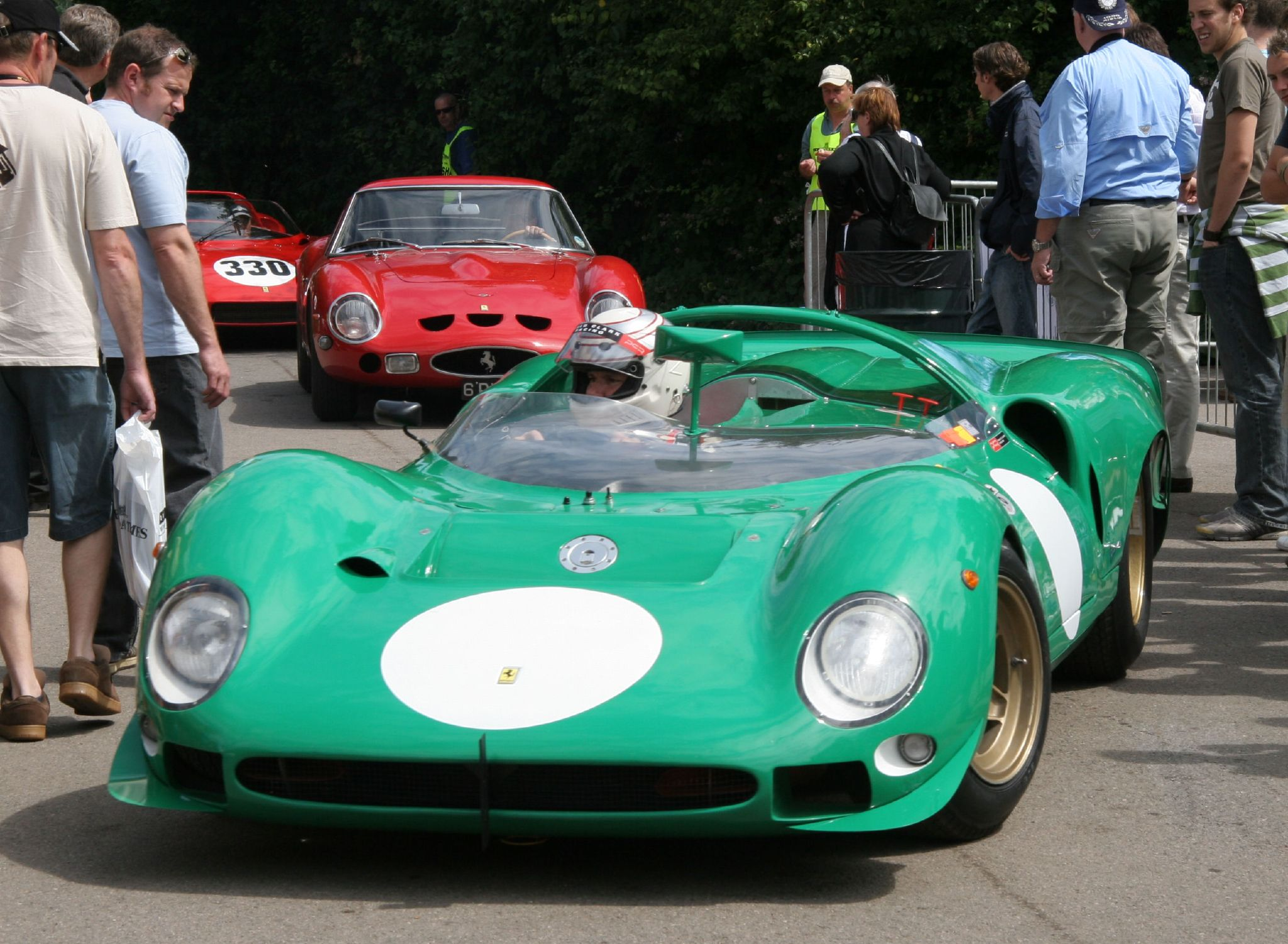
Ferrari 330P2 1965
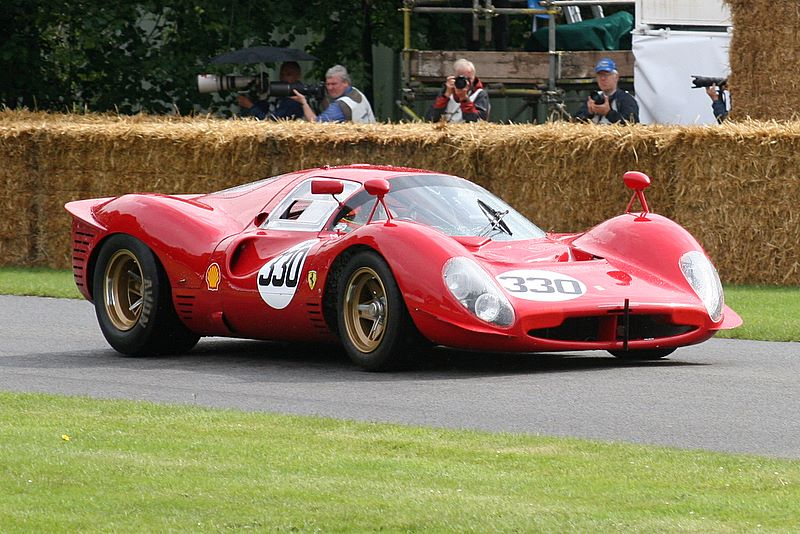
Ferrari 330P3 1966
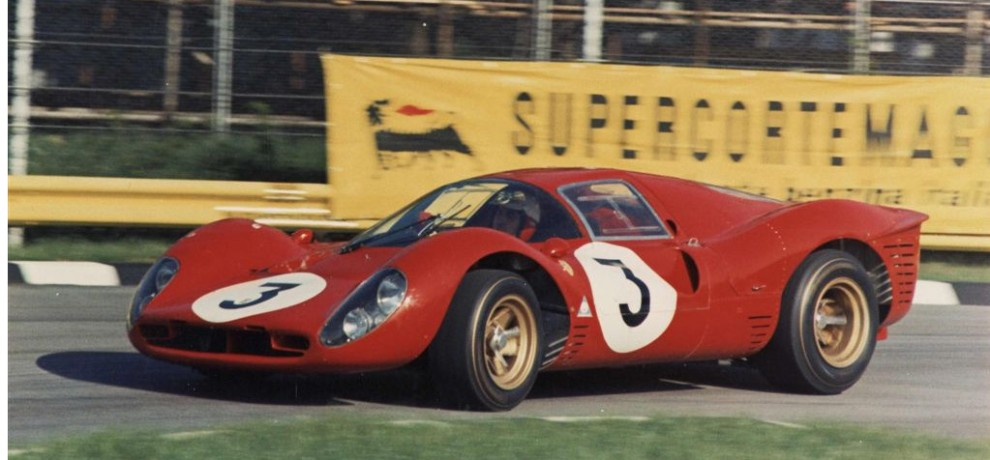
Ferrari 330P4 1967